# سطح فعالیت فیزیکی

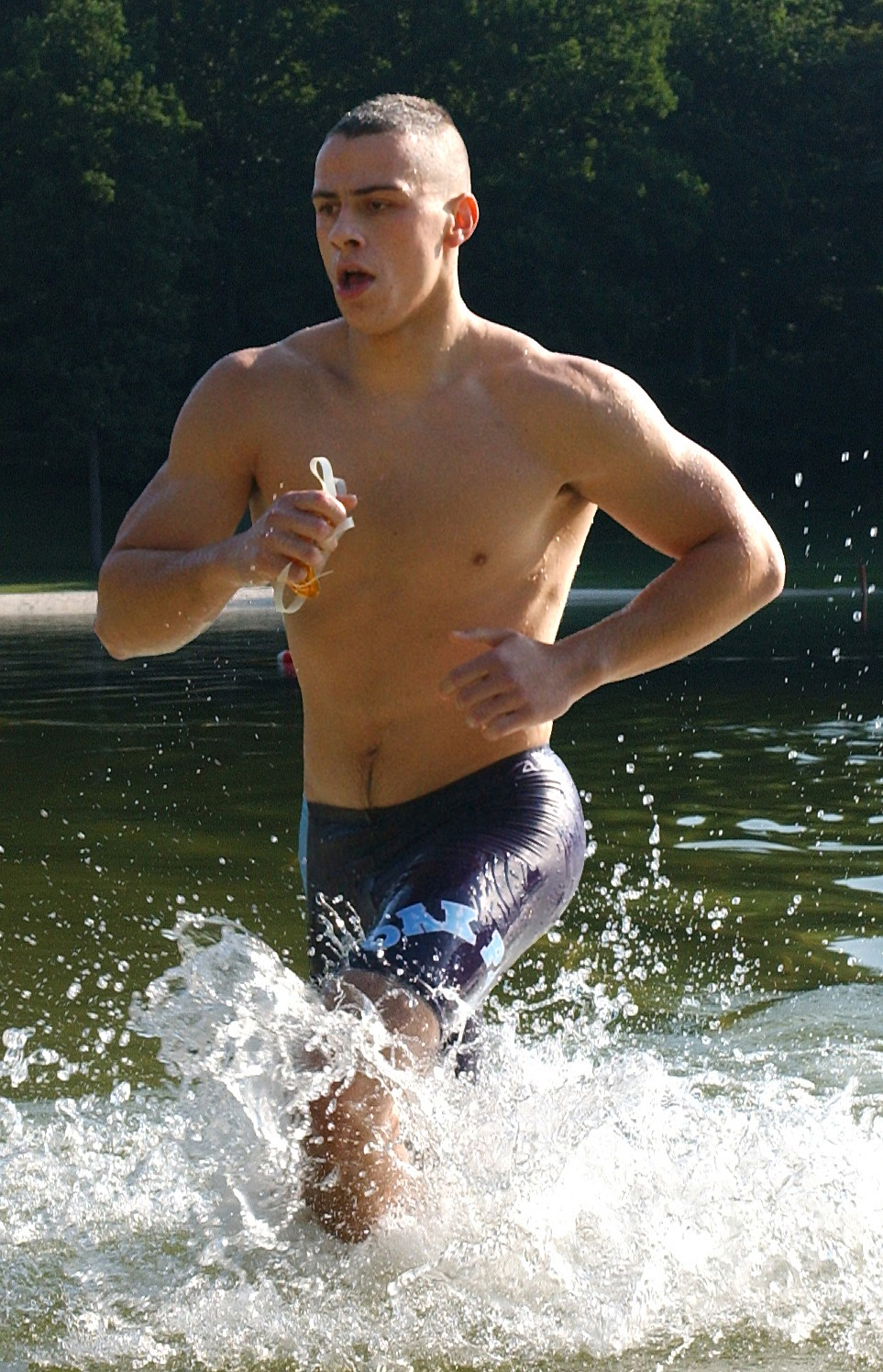
ورزشکار سه‌گانه دریایی ایالات متحده در سال ۲۰۰۵

سطح فعالیت بدنی (به انگلیسی: Physical activity level (PAL)) راهی برای بیان فعالیت بدنی روزانه یک فرد به عنوان یک عدد است و برای برآورد کل انرژی مصرفی آنها استفاده می‌شود. در ترکیب با نرخ سوخت‌وساز پایه، می‌توان از آن برای محاسبه مقدار انرژی غذایی که یک فرد برای حفظ یک سبک زندگی خاص نیاز دارد، استفاده کرد.
عددها در جدول زیر نشان‌دهنده سطح فعالیت بدنی برای چندین سبک زندگی را نشان می‌دهد:
| سبک زندگی       | مثال                                                            | PAL       |
| --------------- | --------------------------------------------------------------- | --------- |
| به شدت غیرفعال  | بیمار فلج مغزی                                                  | <۱٫۴۰     |
| کم‌تحرک          | کارمند اداری کم ورزش می‌کند یا اصلاً ورزش نمی‌کند                  | ۱٫۴۰–۱٫۶۹ |
| نسبتاً فعال است  | کارگر ساختمانی یا شخصی که روزانه یک ساعت کار می‌کند              | ۱٫۷۰–۱٫۹۹ |
| به شدت فعال است | کارگر کشاورزی (غیر مکانیزه) یا فردی که روزانه دو ساعت شنا می‌کند | ۲٫۰۰–۲٫۴۰ |
| فوق‌العاده فعال  | دوچرخه سوار رقابتی                                              | >۲٫۴۰     |